# 913
| [ Edytuj tabelę ]          |                                                             |
| Król Anglii                | - 899 Edward Starszy 924                                    |
| Hrabia Aragonii            | - 893 Galindo II 922                                        |
| Król Armenii               | - 890 Symbat I Męczennik 913 - 913 Aszot II Żelazny 928     |
| Hrabia Barcelony           | - 911 Sunyer I 947                                          |
| Książę Bawarii             | - 907 Arnulf 937                                            |
| Książę Burgundii           | - 880 Ryszard I Prawodawca 921                              |
| Cesarz Bizancjum           | - 886 Aleksander 913 - 913 Konstantyn VII Porfirogeneta 959 |
| Chan Bułgarii              | - 893 Symeon I 913                                          |
| Car Bułgarii               | - 913 Symeon I 927                                          |
| Książę Czech               | - 895 Spitygniew I 915                                      |
| Król Franków zachodnich    | - 893 Karol III Prostak 922                                 |
| Cesarz Japonii             | - 897 Daigo 930                                             |
| Kalif                      | - 908 Al-Muqtadir 932                                       |
| Król Khmerów               | - 910 Harszawarman I 922                                    |
| Wielki książę Kijowa       | - 912 Igor Rurykowicz 945                                   |
| Patriarcha Konstantynopola | - 912 Mikołaj I Mistyk 925                                  |
| Król Leónu                 | - 910 Garcia I 914                                          |
| Król Mercji                | - 911 Ethelfleda 918                                        |
| Król Nawarry               | - 905 Sancho I 926                                          |
| Król Norwegii              | - 872 Harald Pięknowłosy 930                                |
| Papież                     | - 911 Anastazy III 913 - 913 Lando 914                      |
| Książę Saksonii            | - 912 Henryk I Ptasznik 936                                 |
| Król Szkocji               | - 900 Konstantyn II 943                                     |
| Doża Wenecji               | - 912 Orso II Partecipazio 932                              |
| Książę Węgier              | - 907 Zoltán 947                                            |

Rok 913 / CMXIII
stulecia: IX wiek ~
X wiek ~
XI wiek

lata: 903 «
908 «
909 «
910 «
911 «
912 «
913
» 914
» 915
» 916
» 917
» 918
» 923

## Wydarzenia
- Europa
  - Konstantyn Porfirogeneta został współrządzącym cesarzem bizantyjskim
  - Symeon I Wielki wkroczył do Konstantynopola i koronował się na cesarza Bułgarów.
  - wojska bawarsko-saskie zwyciężyły Węgrów nad rzeką Inn

## Urodzili się
- Gerberga Saska, księżna Lotaryngii, królowa i regentka Francji

## Zmarli
- 6 czerwca — Aleksander, cesarz bizantyjski w latach 912—913
- Anastazy III, papież